# Roman de Brut
Il Roman de Brut (1155) è un'opera di Robert Wace, chierico normanno legato alla corte di Eleonora d'Aquitania ed Enrico II d'Inghilterra, e si presenta come una traduzione ampliata dell'Historia Regum Britanniae di Goffredo di Monmouth (1135 ca.).  
Il romanzo fu presentato nel 1155 con dedica ad Eleonora, e con intento encomiastico connette le radici dei monarchi bretoni addirittura alla progenie di Enea (il protagonista, Brut, altri non sarebbe se non un nipote di Enea). I materiali usati sono però indipendenti dalla tradizione classica e si rifanno piuttosto alle leggende locali, come per esempio quella di re Artù. Ciò che però, a partire dal Brut, avrà grande fortuna nella narrativa romanzesca medievale non sono le storie dei re bretoni, ma gli episodi che presentano sviluppi psicologici e sentimentali, come la vicenda del rapimento e dell'adulterio della regina Ginevra.
Innovativo rispetto all'Historia nonché di grande fortuna è anche il tema della Tavola Rotonda, emblema del rapporto tra il sovrano, visto come primus inter pares, e i migliori cavalieri, accorsi da ogni dove per prestargli un servizio che è allo stesso tempo servizio al sovrano e servizio all'alto ideale cortese. Questo meccanismo naturalmente non riproduce il reale rapporto tra sovrani e vassalli all'epoca, ma è piuttosto un tentativo di rivalutare il ruolo della classe cavalleresca su basi etiche. Dopo Wace, i protagonisti del romanzo non saranno più sovrani, ma i cavalieri della feudalità subalterna.